# Ried im Innkreis
Ried im Innkreis é um município da Áustria, localizada no distrito do mesmo nome na região norte do país, com uma população de 11 511 habitantes (censo 2005) numa área de 6,7 km², situada 433 metros acima do nível do mar. Está geograficamente situada num vale na entrada dos Alpes e seu nome deriva do alemão antigo "Riet", que denomina o junco ao longo das margens dos pântanos.

## Lenda
Ried é pela primeira vez mencionada em 1136 como um castelo bávaro e em 1180 seus habitantes são mencionados em livros, indicando a existência de um agrupamento populacional no local. Diz a lenda local, que Dietmar der Anhanger recebeu a cidade-mercado de Ried como feudo do imperador Frederico Barbaroxa em 1191. Durante as Cruzadas, der Anhanger teria elevado o moral de suas tropas, quando ao ver a bandeira de seu exército ser deposta pelos inimigos em combate, retirou sua bota de camponês e a pendurou na ponta do mastro; com este símbolo a frente do exército suas tropas ganharam novo alento e reconquistaram a cidade. A bota de camponês desta lenda é hoje parte do brasão oficial da cidade.

## Idade Moderna
Quase destruída por uma epidemia de peste em 1649, que reduziu sua população a 246 almas, Ried esteve também no centro das batalhas de fronteira entre a Baviera e a Áustria, ora pertencendo a um lado, ora a outro, durante todo o século XVIII, até ser oficialmente considerada austríaca pelo Tratado de Munique de 1813. Em 1857, a então maior cidade-mercado austríaca recebeu oficialmente seu status de cidade do Imperador Francisco José I.
Em 12 de março de 1938, o dia do Anschluss, tropas da Wehrmacht entraram na cidade e Adolf Hitler a visitou de passagem para sua cidade natal de Linz; na Segunda Guerra Mundial, um de seus filhos, Ernst Kaltenbrunner, viria a se tornar o comandante das SS e SD nazistas e seria enforcado após o Julgamento de Nuremberg como criminoso de guerra; ao fim da guerra ela foi ocupada por tropas norte-americanas que ali construíram um campo de prisioneiros e Ried foi colocada dentro da área de ocupação americana na Áustria.
Nos dias de hoje ela é administrada por um prefeito e uma Câmara de Vereadores, eleitos diretamente pelo povo para ummandato de quatro anos.